# Patryk Stępiński
Patryk Stępiński (ur. 16 stycznia 1995 w Łodzi) – polski piłkarz, występujący na pozycji prawego lub lewego obrońcy w Miedzi Legnica. 

## Życiorys

### Kariera klubowa
W latach 2011–2014 występował w polskim klubie Widzew Łódź. Swój pierwszy mecz w Ekstraklasie rozegrał 16 marca 2013 na stadionie Widzewa Łódź z Zagłębiem Lubin (0:0). Następnie był zawodnikiem Wisły Płock i Warty Poznań. Z oboma tymi zespołami awansował do Ekstraklasy.
1 września 2020 podpisał kontrakt z Widzewem Łódź, pierwotnie obowiązujący do 30 czerwca 2022, w marcu 2022 został przedłużony do końca sezonu 2023/2024. W sezonie 2021/2022 wraz z klubem wywalczył awans do Ekstraklasy (33 mecze w sezonie 2022/2023, 9 meczów w sezonie 2023/2024). 19 stycznia 2024 przeniósł się na zasadzie wolnego transferu do występującego na tym samym szczeblu Ruchu Chorzów. Podpisał umowę do końca sezonu 2023/2024, z możliwością przedłużenia jej o dwa lata.
W 2025 występował  w bułgarskim klubie Łokomotiw Płowdiw.
14 sierpnia 2025 został zawodnikiem  Miedzi Legnica . 

### Kariera reprezentacyjna
Stępiński ma za sobą występy w wielu juniorskich reprezentacjach kraju. Największy sukces odniósł w kadrze U–17, gdzie zajął 3–4. miejsce na mistrzostwach Europy U–17 2012. Obrońca był podstawowym zawodnikiem drużyny i rozegrał wszystkie (4) turniejowe mecze.

## Statystyki

### Klubowe

#### Młoda Ekstraklasa
| Klub        | Sezon   | Liga              | Suma  | Suma   | Dyscyplina | Dyscyplina |
| Klub        | Sezon   | Liga              | Mecze | Bramki |            |            |
| ----------- | ------- | ----------------- | ----- | ------ | ---------- | ---------- |
| Widzew Łódź | 2011/12 | Młoda Ekstraklasa | 12    | 0      | 1          | 0          |
| Widzew Łódź | 2012/13 | Młoda Ekstraklasa | 17    | 0      | 3          | 0          |
| Ogółem      | Ogółem  | Ogółem            | 29    | 0      | 4          | 0          |

#### Seniorska
Stan na 19 stycznia 2024
| Klub         | Sezon   | Liga        | Liga  | Liga   | Puchar Polski | Puchar Polski | Suma  | Suma   | Dyscyplina | Dyscyplina |
| Klub         | Sezon   | Liga        | Mecze | Bramki | Mecze         | Bramki        | Mecze | Bramki |            |            |
| ------------ | ------- | ----------- | ----- | ------ | ------------- | ------------- | ----- | ------ | ---------- | ---------- |
| Widzew Łódź  | 2012/13 | Ekstraklasa | 1     | 0      | 0             | 0             | 1     | 0      | 0          | 0          |
| Widzew Łódź  | 2013/14 | Ekstraklasa | 22    | 0      | 2             | 0             | 24    | 0      | 4          | 0          |
| Widzew Łódź  | 2014/15 | I liga      | 3     | 0      | 0             | 0             | 3     | 0      | 1          | 0          |
| Wisła Płock  | 2014/15 | I liga      | 21    | 0      | 1             | 0             | 22    | 0      | 3          | 0          |
| Wisła Płock  | 2015/16 | I liga      | 27    | 0      | 1             | 0             | 28    | 0      | 4          | 0          |
| Wisła Płock  | 2016/17 | Ekstraklasa | 33    | 0      | 0             | 0             | 33    | 0      | 5          | 0          |
| Wisła Płock  | 2017/18 | Ekstraklasa | 10    | 0      | 1             | 0             | 11    | 0      | 3          | 0          |
| Wisła Płock  | 2018/19 | Ekstraklasa | 10    | 0      | 3             | 1             | 13    | 1      | 4          | 1          |
| Warta Poznań | 2019/20 | I liga      | 7     | 0      | 0             | 0             | 7     | 0      | 0          | 0          |
| Widzew Łódź  | 2020/21 | I liga      | 25    | 0      | 1             | 0             | 26    | 0      | 5          | 0          |
| Widzew Łódź  | 2021/22 | I liga      | 33    | 3      | 2             | 0             | 35    | 3      | 6          | 0          |
| Widzew Łódź  | 2022/23 | Ekstraklasa | 33    | 0      | 0             | 0             | 33    | 0      | 1          | 0          |
| Widzew Łódź  | 2023/24 | Ekstraklasa | 9     | 1      | 2             | 0             | 11    | 1      | 0          | 0          |
| Ruch Chorzów | 2023/24 | Ekstraklasa | 0     | 0      | 0             | 0             | 0     | 0      | 0          | 0          |
| Ogółem       | Ogółem  | Ogółem      | 234   | 4      | 13            | 1             | 247   | 5      | 36         | 1          |